# Herbertara
× Herbertara, (abreviado Hbtr) en el comercio, es un híbrido intergenérico entre los géneros de orquídeas Diacrium × Epidendrum × Laelia. Fue publicado en Orchid Rev. 102: 198 (1994).